# Kiatisuk Senamuang
Kiatisuk Senamuang (tiếng Thái: เกียรติศักดิ์ เสนาเมือง; sinh ngày 11 tháng 8 năm 1973) là một huấn luyện viên và cựu tiền đạo bóng đá người Thái Lan. Ông còn được người hâm mộ đặt biệt danh  "Zico Thái" .
Được xem như cầu thủ xuất sắc nhất Đông Nam Á trong lịch sử, Kiatisak đã ghi được 251 bàn thắng trong tổng số 339 trận thi đấu trong suốt sự nghiệp 18 năm của mình (từ 1989–2007). Ông từng chơi cho các câu lạc bộ ở Malaysia, Singapore, Anh và Việt Nam cũng như các câu lạc bộ tại quê hương mình. Kiatisuk cũng đã khoác áo đội tuyển Thái Lan 131 lần, ghi được 70 bàn thắng cho đội nhà từ năm 1992 đến năm 2007. Năm 1996, khi chơi cho câu lạc bộ Raj Pracha FC, ông ghi được tổng cộng 127 bàn thắng trong 71 trận, đạt kỷ lục cầu thủ ghi bàn nhiều nhất trong một năm (kỉ lục này không được công nhận chính thức). Kiatisuk từng là huấn luyện viên trưởng của đội tuyển U-23 Thái Lan và đội tuyển quốc gia Thái Lan. Ông giúp đội tuyển U-23 Thái Lan giành huy chương vàng SEA Games 2013, lọt vào bán kết ASIAD 2014. Ông cũng giúp đội tuyển Thái Lan giành chức vô địch AFF Cup 2014 và AFF Cup 2016, đồng thời lọt vào vòng loại thứ 3 World Cup 2018 khu vực châu Á.
Cho đến nay, ông là người đầu tiên và duy nhất vô địch AFF Cup ở cả 2 cương vị cầu thủ và huấn luyện viên.

## Sự nghiệp cầu thủ

### Câu lạc bộ
Xuất thân từ một sĩ quan cảnh sát, Kiatisuk đã bỏ nghề để trở thành một cầu thủ chuyên nghiệp. Sau một thời gian chơi bóng cho các câu lạc bộ trong nước, ông sang Malaysia thi đấu cho Perlis FA, sau đó sang Anh khoác áo câu lạc bộ Huddersfield Town năm 1999. Tuy nhiên sau một mùa bóng không thường xuyên xuất hiện trong đội hình chính của Huddersfield Town, Kiatisuk trở về nước đá cho Rajpracha Sports Club. Năm 2001, ông sang Singapore thi đấu cho đội Quân đội Singapore. Chỉ trong 30 trận đấu, ông đã ghi được tới 15 bàn thắng.
Năm 2002, khi còn là một đội bóng ở hạng Nhất của Việt Nam, Hoàng Anh Gia Lai đã gây bất ngờ trong giới bóng đá Việt Nam khi ký hợp đồng với Kiatisuk vào tháng 3. Ông đã có đóng góp lớn cho Hoàng Anh Gia Lai khi cùng câu lạc bộ 2 lần vô địch quốc gia năm 2003 (ngay khi vừa mới lên hạng) và 2004. Sau 5 năm khoác áo Hoàng Anh Gia Lai (2002 – 2006), thời gian cuối vừa là cầu thủ vừa là huấn luyện viên trưởng câu lạc bộ, Kiatisuk đã được nhận giải thưởng thành tựu của câu lạc bộ khi chia tay, chiếc áo số 13 ở HAGL cũng được treo vĩnh viễn. Sau khi rời Hoàng Anh Gia Lai và cũng giải nghệ sự nghiệp câu lạc bộ, ông còn thi đấu vài trận cho đội tuyển quốc gia.

### Đội tuyển quốc gia
Ở cấp độ đội tuyển, theo thống kê chính thức của FIFA, Kiatisuk Senamuang khoác áo đội tuyển 130 trận và ghi được 65 bàn thắng. Hai thành tích này đều là kỉ lục quốc gia của Thái Lan. Tuy nhiên con số này theo thống kê của Thái Lan còn cao hơn, vì một số trận đấu không được FIFA công nhận chính thức.

## Sự nghiệp huấn luyện viên

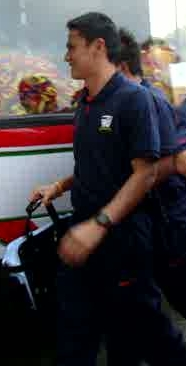
Kiatisuk Senamuang, trước trận đấu trong khuôn khổ giải AFC Asian Cup giữa Thái Lan và Singapore tại sân vận động Rajamangala.

### Hoàng Anh Gia Lai
Sau khi giải nghệ,  Kiatisuk về tiếp quản đội bóng Hoàng Anh Gia Lai ở V-League năm 2007.

### Trở lại Thái Lan
Năm 2008, Kiatisuk trở lại Thái Lan dẫn dắt Chula United. Năm 2009, Kiatisuk trở thành huấn luyện viên trưởng của Chonburi F.C. và dẫn dắt câu lạc bộ giành được Cúp Hoàng gia Kor năm 2009. Kiatisuk dẫn dắt đội kết thúc mùa giải ở vị trí thứ 2, với số điểm cao nhất mà câu lạc bộ từng đạt được. Tuy nhiên, sau khi không đạt được chức vô địch quốc nội, ông từ chức.

### Trở lại Hoàng Anh Gia Lai lần 1
Kiatisuk lại sang Việt Nam để quản lý CLB cũ Hoàng Anh Gia Lai. CLB kết thúc mùa giải ở V-League ở vị trí thứ 7. Kiatisuk dẫn dắt Hoàng Anh Gia Lai vào chung kết Cúp quốc gia 2010 nhưng để thua 0-1 trước Sông Lam Nghệ An tại sân vận động Thống Nhất, Thành phố Hồ Chí Minh.

### Trở lại Thái Lan lần 2
Vào tháng 12 năm 2010, Kiatisuk trở lại Thái Lan  làm huấn luyện viên trưởng của Chula United ở Thai League 2.  Kiatisuk đưa câu lạc bộ lên vị trí thứ 3 vào cuối mùa giải, dẫn đến việc thăng hạng lên Giải bóng đá vô địch quốc gia Thái Lan 2012. Sau 10 trận, Kiatisuk từ chức vì kết quả kém cỏi: 1 thắng, 4 hòa và 5 thua.
Một tháng sau, Kiatisuk quyết định gia nhập Bangkok F.C. tại giải VĐQG Thái Lan năm 2012 để giúp câu lạc bộ tránh xuống hạng. Bangkok trụ lại Thai League 2 sau khi kết thúc ở vị trí thứ 10.

### Huấn luyện các đội tuyển bóng đá Thái Lan
Tháng 1 năm 2013, Kiatisuk được bổ nhiệm làm huấn luyện viên trưởng U-23 Thái Lan. Ông còn nắm giữ luôn cương vị HLV trưởng đội tuyển quốc gia Thái Lan vào tháng 6 cùng năm.. Trận đấu đầu tiên của ông trong vai trò huấn luyện viên trưởng là trận giao hữu với đội tuyển Trung Quốc vào ngày 15 tháng 6 năm 2013, khi đó Thái Lan thắng 5-1. Tại SEA Games 27 trên đất Myanmar năm 2013, Kiatisuk đã dẫn dắt U23 trở lại với ngôi vương sau nhiều năm thi đấu không thành công. Sau đó, ông tiếp tục dẫn dắt đội tuyển U23 Thái Lan lọt vàn bán kết ASIAD 2014. Từ năm 2014 đến năm 2016, ông dẫn dắt đội tuyển quốc gia và giúp đội tuyển quốc gia nước này giành hai chức vô địch AFF Cup 2014 và AFF Cup 2016, cũng như lọt vào vòng chung kết Giải vô địch bóng đá U-23 châu Á 2016.
Vào năm 2015, tại vòng loại thứ 2 FIFA World Cup 2018 khu vực châu Á, Thái Lan nằm cùng bảng với Iraq, Việt Nam và Đài Bắc Trung Hoa, đội kết thúc vòng loại thứ 2 với tư cách là đội nhất bảng với 14 điểm sau 6 trận để tiến vào vòng loại thứ 3
Ngày 31 tháng 3 năm 2017, do thành tích yếu kém của đội tuyển Thái Lan tại vòng loại thứ 3 World Cup 2018 (xếp bét bảng với 1 điểm, chỉ ghi được 3 bàn thắng và bị thủng lưới 19 bàn), sau trận thua 0-4 trước Nhật Bản tại sân vận động Saitama 2002 vào ngày 28 tháng 3, Kiatisuk quyết định chia tay đội tuyển Thái Lan sau 4 năm gắn bó, Kiatisak khẳng định lãnh đạo FAT "ảo tưởng" khi cho rằng Thái Lan có thể chơi tốt ở vòng loại cuối: "Mục tiêu ấy quá cao, quá khó để thực hiện. Tôi từ chức để mở đường cho một người khác có thể làm được việc này. Trong bóng đá, chúng ta không thể lúc nào cũng thắng. Đó là điều mà Chủ tịch FAT và Ban điều hành Liên đoàn đã bỏ qua khi đánh giá về tôi" . Sau đó đến ngày 23 tháng 6 năm 2017, Kiatisak quyết định nhận lời mời làm HLV trưởng cho CLB Port FC.
Ngày 20 tháng 9 năm 2017, sau khi Port FC thất bại 1-3 trước Chonburi FC ngay trên sân nhà, như lời tuyên bố trước trận, Kiatisak đã chính thức nói lời chia tay Port FC chỉ sau 3 tháng dẫn dắt.

### Trở lại Hoàng Anh Gia Lai lần 2
Ngày 20 tháng 11 năm 2020, sau khi từ chối dẫn dắt CLB bóng đá Thành phố Hồ Chí Minh FC ở V.League, HLV Kiatisuk Senamuang đã nhận lời mời của bầu Đức để quay trở lại dẫn dắt Hoàng Anh Gia Lai cũng là đội bóng ở V.League và giúp cho đội bóng này xây dựng một lối chơi khởi sắc, đạt được thành tích tốt vào đầu mùa giải, tuy nhiên HAGL không được công nhận vô địch khi V-League hủy bỏ do ảnh hưởng của dịch COVID-19 cũng như lịch trình tập trung của đội tuyển quốc gia, dù sau 12 vòng đấu, HAGL vững vàng dẫn đầu V-League 2021 với 29 điểm, trong đó có mạch 11 trận liên tiếp bất bại với 7 chiến thắng, 2 trận hòa, hiệu số bàn thắng ấn tượng +14, cao gấp đôi đội nhì bảng Viettel trong cảnh giải chỉ còn 6 trận, tức chỉ còn 1/3 chặng đường. Kiatisak sau đó cam kết trên Facebook cá nhân sẽ tiếp tục dẫn dắt Hoàng Anh Gia Lai.  Ông quyết định rời HAGL và gia nhập CLB CAHN vào đầu năm 2024.

#### Mở ra ý tưởng thành lập Học viện bóng đáHọc viện Bóng đá Hoàng Anh Gia Lai - JMG
Năm 2006, sau khi rời Hoàng Anh Gia Lai lần thứ nhất - Kiatisuk nhận lời làm trưởng văn phòng đại diện đồ gỗ Hoàng Anh Gia Lai chi nhánh tại Bangkok, "Zico Thái" đã lái xe đưa bầu Đức đến tham quan CLB Muangthong United và mô hình đào tạo của Arsenal JMG và khuyên bầu Đức đầu tư vào công tác đào tạo trẻ. Từ đó, Học viện bóng đá Hoàng Anh Gia Lai Arsenal JMG đã ra đời.

### Công An Hà Nội
Vào ngày 16/1/2024, Kiatisuk chính thức ra mắt tại Công An Hà Nội. Kiatisak sau đó cùng đội bóng liên tục giành chiến thắng lần lượt trước đội TP.HCM 2-0, SLNA 1-0 và Thanh Hóa 3-1. Nhưng khi bị Hà Tĩnh cầm hòa, đội bóng đương kim vô địch bị đứt chuỗi thắng. CLB CAHN thi đấu trồi sụt và nhận trận thua đậm Viettel 0-3. Bước sang giai đoạn lượt về của mùa giải, CAHN lấy lại phong độ thi đấu với hai trận thắng liên tiếp trước Thanh Hóa và SLNA với tỷ số 2-0 nhưng để thua trước Nam Định 2-3 ngay trên sân nhà và bị tân binh Quảng Nam đánh bại với tỷ số 0-2. Trận thắng Khánh Hòa 3-1 ở vòng 18 không thể giúp Kiatisak nuôi thêm giấc mơ cùng đội bóng ngành công an. Ông thông báo quyết định từ chức HLV trưởng Công an Hà Nội và rời đội sáng nay 14/5, sau chưa đầy 5 tháng nhận nhiệm vụ.

## Bình luận về bóng đá Việt Nam
Trước cuộc bốc thăm AFF Cup 2018 vào ngày 2/5, ông chia sẻ: “Người Thái đang mơ dự World Cup. Nhưng người Việt lại chỉ muốn thắng được Thái Lan. Bóng đá Việt Nam rất mạnh ở các giải đấu trẻ. Thế nhưng ở cấp đội tuyển quốc gia, tôi nghĩ phải mất khoảng 10 năm nữa Việt Nam mới thắng nổi Thái Lan. Sự thật là Thái Lan vẫn mạnh hơn Việt Nam ở thời điểm này, bởi chúng tôi đã vươn tầm châu Á”. khiến cho người hâm mộ cảm thấy bức xúc. Tuy nhiên sau khi chứng kiến sự thành công vượt bậc của bóng đá Việt Nam năm 2018, ông đã phải sớm lên tiếng rút lại phát biểu bị xem xúc phạm bóng đá Việt Nam. Kiatisak đã thay đổi cách nghĩ: “Trước đây tôi từng nói rằng phải mất 10 năm nữa Việt Nam mới có thể theo kịp Thái Lan, nhưng bây giờ tôi xin rút lại câu nói đó. Hai nền bóng đá của hai quốc gia giờ đã ngang hàng nhau rồi, một chín một mười. Tôi kỳ vọng sẽ được chứng kiến màn trình diễn của cả hai đội bóng tại AFF Suzuki Cup sắp tới”.
Đầu năm 2021, Kiatisuk lên tiếng đính chính rằng: "Đó là cách truyền đạt của tôi với cầu thủ. Tôi muốn nói rằng họ 22 tuổi thì phải cố gắng để trong 10 năm phát triển sự nghiệp, chứ không phải nói về bóng đá Thái Lan và Việt Nam. Đó có thể là hiểu lầm thôi. Tôi muốn nói rằng nếu anh em cố gắng thì trong vòng 10 năm nữa, không đội nào có thể đá lại. Chứ tôi yêu Việt Nam lắm, các bạn có niềm đam mê bóng đá cuồng nhiệt."

## Đời tư
Kiatisuk là một Phật tử sinh ra ở Udon Thani. Trước khi trở thành cầu thủ bóng đá chuyên nghiệp, Kiatisuk từng làm cảnh sát, nhưng luôn dành tình yêu cho bóng đá.
Ông được bạn bè đặt biệt danh Zico để vinh danh thần tượng bóng đá Brazil mà ông yêu thích Zico.
Kiatisuk đã học tiếng Việt và nói thành thạo tiếng Việt chỉ sau 1-2 năm làm việc tại Việt Nam.
Ông đã có 3 cô con gái, họ lần lượt có biệt danh là Perth, Proud và Pearl.
Vào năm 2021, Kiatisuk đấu giá chiếc áo có chữ ký của mình. Tổng số tiền thu về được thông báo là 210 triệu đồng. Theo đó, với số tiền đấu giá 130 triệu đồng, một người hâm mộ đã trở thành chủ nhân của chiếc áo đấu này. Riêng cá nhân huấn luyện viên Kiatisak cũng đóng góp 10 triệu đồng vào quỹ vaccine COVID-19. Trước đó, cũng từ việc bán đấu giá chiếc áo đấu có chữ ký của mình, "Zico Thái" đã quyên góp cho Quỹ phòng chống dịch bệnh Thái Lan số tiền gần 200 triệu đồng.

## Thành tích và danh hiệu

### Thống kê sự nghiệp huấn luyện
Tính đến hết ngày 14 tháng 5 năm 2024
| Đội bóng             | Từ                   | Đến                 | Thành tích | Thành tích | Thành tích | Thành tích | Thành tích | Thành tích | Thành tích | Thành tích      |
| Đội bóng             | Từ                   | Đến                 | Trận       | T          | H          | B          | BT         | SBT        | HS         | Tỉ lệ thắng (%) |
| -------------------- | -------------------- | ------------------- | ---------- | ---------- | ---------- | ---------- | ---------- | ---------- | ---------- | --------------- |
| Hoàng Anh Gia Lai    | 27 tháng 2 năm 2006  | Tháng 2 năm 2006    | 25         | 10         | 6          | 9          | 25         | 24         | +1         | 40.00           |
| Chula Sinthana       | Tháng 6 năm 2006     | Tháng 12 năm 2008   | 18         | 7          | 7          | 4          | 36         | 22         | +14        | 38.89           |
| Chonburi             | Tháng 12 năm 2008    | Tháng 11 năm 2009   | 46         | 28         | 11         | 7          | 87         | 42         | +45        | 60.87           |
| Hoàng Anh Gia Lai    | Tháng 1 năm 2010     | Tháng 11 năm 2010   | 31         | 12         | 9          | 10         | 39         | 32         | +7         | 38.71           |
| Chula United         | 9 tháng 12 năm 2010  | 21 tháng 5 năm 2012 | 49         | 21         | 14         | 14         | 54         | 44         | +10        | 42.86           |
| Bangkok              | 20 tháng 6 năm 2012  | Tháng 12 năm 2012   | 21         | 7          | 5          | 9          | 31         | 33         | −2         | 33.33           |
| U-23 Thái Lan        | Tháng 1 năm 2013     | Tháng 1 năm 2016    | 40         | 28         | 7          | 5          | 83         | 28         | +55        | 70.00           |
| Thái Lan (tạm quyền) | Tháng 5 năm 2013     | Tháng 6 năm 2013    | 1          | 1          | 0          | 0          | 5          | 1          | +4         | 100.00          |
| Thái Lan             | 10 tháng 2 năm 2014  | 31 tháng 3 năm 2017 | 42         | 21         | 7          | 14         | 66         | 53         | +13        | 50.00           |
| Port FC              | 23 tháng 6 năm 2017  | 20 tháng 9 năm 2017 | 10         | 1          | 3          | 6          | 12         | 19         | −7         | 10.00           |
| Hoàng Anh Gia Lai    | 20 tháng 11 năm 2020 | 11 tháng 1 năm 2024 | 74         | 24         | 28         | 22         | 82         | 79         | +3         | 032,43          |
| Công An Hà Nội       | 16 tháng 1 năm 2024  | 14 tháng 5 năm 2024 | 11         | 6          | 1          | 4          | 16         | 12         | +4         | 054,55          |
| Tổng cộng            | Tổng cộng            | Tổng cộng           | 368        | 166        | 98         | 104        | 536        | 389        | +147       | 045,11          |

### Bàn thắng quốc tế
| 1.                                     | ngày 11 tháng 4 năm 1993  | Kobe, Nhật Bản              | Sri Lanka         | 1–0 | Thắng | Vòng loại Giải vô địch bóng đá thế giới 1994 |
| 2.                                     | ngày 5 tháng 5 năm 1993   | Dubai, United Arab Emirates | Bangladesh        | 4–1 | Thắng | Vòng loại Giải vô địch bóng đá thế giới 1994 |
| 3.                                     | ngày 7 tháng 6 năm 1993   | Singapore                   | Myanmar           | 2–0 | Thắng | Đại hội Thể thao Đông Nam Á 1993             |
| 4.                                     | ngày 13 tháng 6 năm 1993  | Singapore                   | Lào               | 4–1 | Thắng | Đại hội Thể thao Đông Nam Á 1993             |
| 5.                                     | ngày 20 tháng 6 năm 1993  | Singapore                   | Myanmar           | 4–3 | Thắng | Đại hội Thể thao Đông Nam Á 1993             |
| 6.                                     | ngày 9 tháng 10 năm 1994  | Hiroshima, Nhật Bản         | Malaysia          | 1–1 | Hòa   | Đại hội Thể thao châu Á 1994                 |
| 7.                                     | ngày 12 tháng 12 năm 1995 | Chiang Mai, Thái Lan        | Campuchia         | 9–0 | Thắng | Đại hội Thể thao Đông Nam Á 1995             |
| 8.                                     | ngày 12 tháng 12 năm 1995 | Chiang Mai, Thái Lan        | Campuchia         | 9–0 | Thắng | Đại hội Thể thao Đông Nam Á 1995             |
| 9.                                     | ngày 16 tháng 2 năm 1996  | Bangkok, Thái Lan           | Phần Lan          | 5–2 | Thắng | King's Cup 1996                              |
| 10.                                    | ngày 27 tháng 6 năm 1996  | Bangkok, Thái Lan           | Maldives          | 8–0 | Thắng | Vòng loại AFC Asian Cup 1996                 |
| 11.                                    | ngày 27 tháng 6 năm 1996  | Bangkok, Thái Lan           | Maldives          | 8–0 | Thắng | Vòng loại AFC Asian Cup 1996                 |
| 12.                                    | ngày 29 tháng 6 năm 1996  | Bangkok, Thái Lan           | Myanmar           | 5–1 | Thắng | Vòng loại AFC Asian Cup 1996                 |
| 13.                                    | ngày 7 tháng 7 năm 1996   | Singapore                   | Myanmar           | 7–1 | Thắng | Vòng loại AFC Asian Cup 1996                 |
| 14.                                    | ngày 7 tháng 7 năm 1996   | Singapore                   | Myanmar           | 7–1 | Thắng | Vòng loại AFC Asian Cup 1996                 |
| 15.                                    | ngày 9 tháng 7 năm 1996   | Singapore                   | Singapore         | 2–2 | Hòa   | Vòng loại AFC Asian Cup 1996                 |
| 16.                                    | ngày 2 tháng 9 năm 1996   | Singapore                   | Philippines       | 5–0 | Thắng | Giải vô địch bóng đá Đông Nam Á 1996         |
| 17.                                    | ngày 6 tháng 9 năm 1996   | Singapore                   | Brunei            | 6–0 | Thắng | Giải vô địch bóng đá Đông Nam Á 1996         |
| 18.                                    | ngày 8 tháng 9 năm 1996   | Singapore                   | Malaysia          | 1–1 | Hòa   | Giải vô địch bóng đá Đông Nam Á 1996         |
| 19.                                    | ngày 13 tháng 9 năm 1996  | Singapore                   | Việt Nam          | 4–2 | Thắng | Giải vô địch bóng đá Đông Nam Á 1996         |
| 20.                                    | ngày 15 tháng 9 năm 1996  | Singapore                   | Malaysia          | 1–0 | Thắng | Giải vô địch bóng đá Đông Nam Á 1996         |
| 21.                                    | ngày 8 tháng 12 năm 1996  | Dubai, United Arab Emirates | Iran              | 1–3 | Thua  | Vòng loại AFC Asian Cup 1996                 |
| 22.                                    | ngày 15 tháng 3 năm 1997  | Bangkok, Thái Lan           | Nhật Bản          | 3–1 | Thắng | Giao hữu                                     |
| 23.                                    | ngày 15 tháng 3 năm 1997  | Bangkok, Thái Lan           | Nhật Bản          | 3–1 | Thắng | Giao hữu                                     |
| 24.                                    | ngày 7 tháng 10 năm 1997  | Jakarta, Indonesia          | Brunei            | 6–0 | Thắng | Đại hội Thể thao Đông Nam Á 1997             |
| 25.                                    | ngày 7 tháng 10 năm 1997  | Jakarta, Indonesia          | Brunei            | 6–0 | Thắng | Đại hội Thể thao Đông Nam Á 1997             |
| 26.                                    | ngày 12 tháng 10 năm 1997 | Jakarta, Indonesia          | Campuchia         | 4–0 | Thắng | Đại hội Thể thao Đông Nam Á 1997             |
| 27.                                    | ngày 16 tháng 10 năm 1997 | Jakarta, Indonesia          | Việt Nam          | 2–1 | Thắng | Đại hội Thể thao Đông Nam Á 1997             |
| 28.                                    | ngày 16 tháng 10 năm 1997 | Jakarta, Indonesia          | Việt Nam          | 2–1 | Thắng | Đại hội Thể thao Đông Nam Á 1997             |
| 29.                                    | ngày 22 tháng 3 năm 1998  | Bangkok, Thái Lan           | Kazakhstan        | 1–0 | Thắng | Giao hữu                                     |
| 30.                                    | ngày 21 tháng 10 năm 1998 | Bangkok, Thái Lan           | Turkmenistan      | 3–3 | Hòa   | Giao hữu                                     |
| 31.                                    | ngày 2 tháng 12 năm 1998  | Bangkok, Thái Lan           | Hồng Kông         | 5–0 | Thắng | Đại hội Thể thao châu Á 1998                 |
| 32.                                    | ngày 2 tháng 12 năm 1998  | Bangkok, Thái Lan           | Hồng Kông         | 5–0 | Thắng | Đại hội Thể thao châu Á 1998                 |
| 33.                                    | ngày 14 tháng 12 năm 1998 | Bangkok, Thái Lan           | Hàn Quốc          | 2–1 | Thắng | Đại hội Thể thao châu Á 1998                 |
| 34.                                    | ngày 23 tháng 2 năm 1999  | Bangkok, Thái Lan           | CHDCND Triều Tiên | 2–2 | Hòa   | King's Cup 1999                              |
| 35.                                    | ngày 16 tháng 6 năm 1999  | Bangkok, Thái Lan           | New Zealand       | 2–2 | Hòa   | Giải đấu giao hữu                            |
| 36.                                    | ngày 16 tháng 6 năm 1999  | Bangkok, Thái Lan           | New Zealand       | 2–2 | Hòa   | Giải đấu giao hữu                            |
| 37.                                    | ngày 30 tháng 7 năm 1999  | Bandar Seri Begawan, Brunei | Philippines       | 9–0 | Thắng | Đại hội Thể thao Đông Nam Á 1999             |
| 38.                                    | ngày 30 tháng 7 năm 1999  | Bandar Seri Begawan, Brunei | Philippines       | 9–0 | Thắng | Đại hội Thể thao Đông Nam Á 1999             |
| 39.                                    | ngày 30 tháng 7 năm 1999  | Bandar Seri Begawan, Brunei | Philippines       | 9–0 | Thắng | Đại hội Thể thao Đông Nam Á 1999             |
| 40.                                    | ngày 30 tháng 7 năm 1999  | Bandar Seri Begawan, Brunei | Philippines       | 9–0 | Thắng | Đại hội Thể thao Đông Nam Á 1999             |
| 41.                                    | ngày 1 tháng 8 năm 1999   | Bandar Seri Begawan, Brunei | Lào               | 4–1 | Thắng | Đại hội Thể thao Đông Nam Á 1999             |
| 42.                                    | ngày 8 tháng 8 năm 1999   | Bandar Seri Begawan, Brunei | Myanmar           | 7–0 | Thắng | Đại hội Thể thao Đông Nam Á 1999             |
| 43.                                    | ngày 8 tháng 8 năm 1999   | Bandar Seri Begawan, Brunei | Myanmar           | 7–0 | Thắng | Đại hội Thể thao Đông Nam Á 1999             |
| 44.                                    | ngày 6 tháng 11 năm 2000  | Chiang Mai, Thái Lan        | Myanmar           | 3–1 | Thắng | Giải vô địch bóng đá Đông Nam Á 2000         |
| 45.                                    | ngày 10 tháng 11 năm 2000 | Chiang Mai, Thái Lan        | Indonesia         | 4–1 | Thắng | Giải vô địch bóng đá Đông Nam Á 2000         |
| 46.                                    | ngày 12 tháng 11 năm 2000 | Chiang Mai, Thái Lan        | Philippines       | 2–0 | Thắng | Giải vô địch bóng đá Đông Nam Á 2000         |
| 47.                                    | ngày 16 tháng 11 năm 2000 | Chiang Mai, Thái Lan        | Malaysia          | 2–0 | Thắng | Giải vô địch bóng đá Đông Nam Á 2000         |
| 48.                                    | ngày 23 tháng 1 năm 2001  | Bangkok, Thái Lan           | Kuwait            | 5–4 | Thắng | Giao hữu                                     |
| 49.                                    | ngày 23 tháng 1 năm 2001  | Bangkok, Thái Lan           | Kuwait            | 5–4 | Thắng | Giao hữu                                     |
| 50.                                    | ngày 23 tháng 1 năm 2001  | Bangkok, Thái Lan           | Kuwait            | 5–4 | Thắng | Giao hữu                                     |
| 51.                                    | ngày 17 tháng 2 năm 2001  | Bangkok, Thái Lan           | Qatar             | 2–0 | Thắng | King's Cup 2001                              |
| 52.                                    | ngày 17 tháng 2 năm 2001  | Bangkok, Thái Lan           | Qatar             | 2–0 | Thắng | King's Cup 2001                              |
| 53.                                    | ngày 13 tháng 5 năm 2001  | Beirut, Liban               | Sri Lanka         | 4–2 | Thắng | Vòng loại Giải vô địch bóng đá thế giới 2002 |
| 54.                                    | ngày 13 tháng 5 năm 2001  | Beirut, Liban               | Sri Lanka         | 4–2 | Thắng | Vòng loại Giải vô địch bóng đá thế giới 2002 |
| 55.                                    | ngày 17 tháng 5 năm 2001  | Beirut, Liban               | Liban             | 2–1 | Thắng | Vòng loại Giải vô địch bóng đá thế giới 2002 |
| 56.                                    | ngày 26 tháng 5 năm 2001  | Bangkok, Thái Lan           | Sri Lanka         | 3–0 | Thắng | Vòng loại Giải vô địch bóng đá thế giới 2002 |
| 57.                                    | ngày 26 tháng 5 năm 2001  | Bangkok, Thái Lan           | Sri Lanka         | 3–0 | Thắng | Vòng loại Giải vô địch bóng đá thế giới 2002 |
| 58.                                    | ngày 28 tháng 5 năm 2001  | Bangkok, Thái Lan           | Pakistan          | 6–0 | Thắng | Vòng loại Giải vô địch bóng đá thế giới 2002 |
| 59.                                    | ngày 28 tháng 5 năm 2001  | Bangkok, Thái Lan           | Pakistan          | 6–0 | Thắng | Vòng loại Giải vô địch bóng đá thế giới 2002 |
| 60.                                    | ngày 28 tháng 5 năm 2001  | Bangkok, Thái Lan           | Pakistan          | 6–0 | Thắng | Vòng loại Giải vô địch bóng đá thế giới 2002 |
| 61.                                    | ngày 28 tháng 5 năm 2001  | Bangkok, Thái Lan           | Pakistan          | 6–0 | Thắng | Vòng loại Giải vô địch bóng đá thế giới 2002 |
| 62.                                    | ngày 13 tháng 8 năm 2001  | Singapore                   | Singapore         | 5–0 | Thắng | Giao hữu                                     |
| 63.                                    | ngày 13 tháng 8 năm 2001  | Singapore                   | Singapore         | 5–0 | Thắng | Giao hữu                                     |
| 64.                                    | ngày 6 tháng 9 năm 2001   | Manama, Bahrain             | Bahrain           | 1–1 | Hòa   | Vòng loại Giải vô địch bóng đá thế giới 2002 |
| 65.                                    | ngày 18 tháng 12 năm 2002 | Singapore                   | Lào               | 5–1 | Thắng | Giải vô địch bóng đá Đông Nam Á 2002         |
| 66.                                    | ngày 18 tháng 12 năm 2002 | Singapore                   | Lào               | 5–1 | Thắng | Giải vô địch bóng đá Đông Nam Á 2002         |
| 67.                                    | ngày 18 tháng 12 năm 2002 | Singapore                   | Lào               | 5–1 | Thắng | Giải vô địch bóng đá Đông Nam Á 2002         |
| 68.                                    | ngày 31 tháng 3 năm 2004  | Sana'a, Yemen               | Yemen             | 3–0 | Thắng | Vòng loại Giải vô địch bóng đá thế giới 2006 |
| 69.                                    | ngày 9 tháng 6 năm 2004   | Bangkok, Thái Lan           | CHDCND Triều Tiên | 1–4 | Thua  | Vòng loại Giải vô địch bóng đá thế giới 2006 |
| 70.                                    | ngày 26 tháng 12 năm 2006 | Bangkok, Thái Lan           | Singapore         | 2–0 | Thắng | King's Cup 2006                              |
| 71.                                    | ngày 26 tháng 12 năm 2006 | Bangkok, Thái Lan           | Singapore         | 2–0 | Thắng | King's Cup 2006                              |
| Correct as of ngày 7 tháng 10 năm 2015 |                           |                             |                   |     |       |                                              |

## Danh hiệu

### Cầu thủ

#### Đội tuyển Thái Lan
- Tiger Cup:  1996, 2000, 2002
- HCV SEA Games: 1993, 1995, 1997, 1999
- Hạng tư Asian Games: 1998, 2002
- Cúp Nhà vua: 1994, 2000, 2006
- Indonesian Independence Cup: 1994

#### Krung Thai Bank
- Kor Royal Cup: 1989
- Khǒr Royal Cup: 1993

#### Singapore Armed Forces
- S-League: 2002

#### Hoàng Anh Gia Lai
- V-League: 2003, 2004
- Siêu cúp Quốc gia: 2003, 2004

#### Cá nhân
- Cầu thủ xuất sắc nhất AFF Cup: 2000

### Huấn luyện viên

#### Đội tuyển Thái Lan
- AFF Cup: 2014, 2016

#### U23 Thái Lan
- Huy chương Vàng SEA Games: 2013
- Asian Games: Hạng tư 2014

#### Chonburi
- Kor Royal Cup: 2009

#### Cá nhân
- Huấn luyện viên xuất sắc nhất AFF: 2015, 2017

Hoàng Anh Gia Lai
- Vô địch Cup Hoàng đế Quang Trung: 2022